# Slot Hořovice
Slot Hořovice is een slot in het dorp Hořovice in Midden-Bohemen, Tsjechië.
Het slot werd in 1735 gebouwd en onderging daarna nog twee bouwfases. In de eerste helft van de 19e eeuw liet de Hessische vorst Frederik Willem I het radicaal ombouwen en er verdiepingen bijbouwen. De plannen hiervoor waren afkomstig van de Kasselse architect Gottlob Engelhard. Begin 20e eeuw volgde nog een omvangrijke verbouwing. De inrichting kent een overwegend laat-klassiek karakter.
Het slot diende tot aan het eind van de Tweede Wereldoorlog als woonverblijf van de familie Von Hanau. Zij zijn afstammelingen van Frederik Willem I uit zijn morganatisch huwelijk met Gertrude Falkenstein.
In de kasteelkeuken is het museum Muziek zonder musici gevestigd dat gewijd is aan mechanische muziekinstrumenten en jukeboxen.